# Kiihtelysvaara
Kiihtelysvaara este o fostă comună din Finlanda.